# Clonmel
52°21′14″N 7°42′41″V / 52.35389°N 7.71139°V
Clonmel (Irsk: Cluain Meala) er en irsk by i County Tipperary og County Waterford i provinsen Munster, i den sydvestlige del af Republikken Irland med en befolkning (inkl. opland) på 17.008 indb i 2006 (16.910 i 2002) 
Floden Suir løber igennem byen.
Byen rummer Tipperary Museum of Hidden History og domhuset Main Guard. Kunstfestivalen Clonmel Junction Festival afholdes første uge i juli og har bl.a. teater, dans, musik og mad.